# Mata Rainha D. Leonor

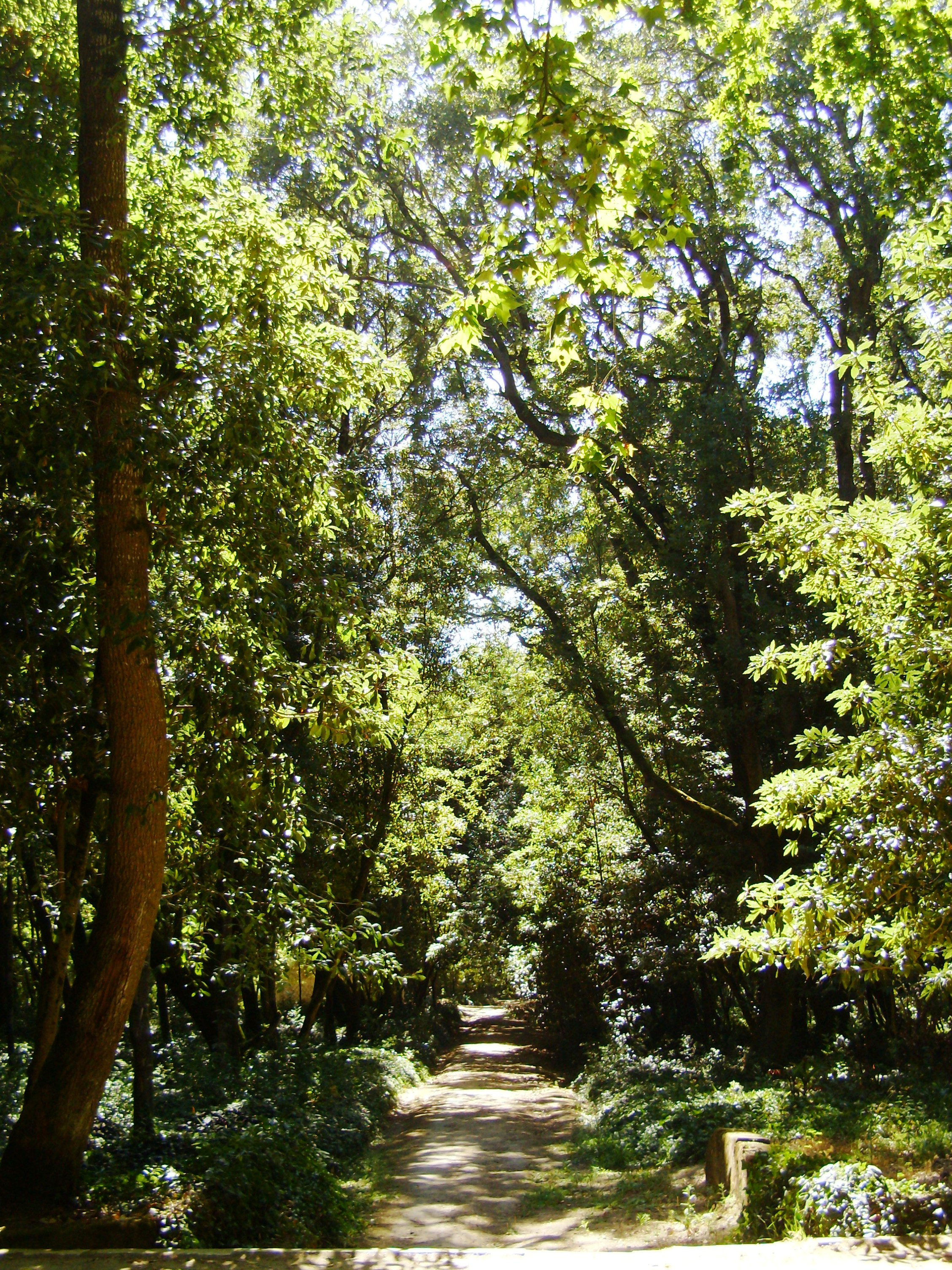
Mata Rainha D. Leonor

A Mata Rainha D. Leonor localiza-se na cidade das Caldas da Rainha, no Distrito de Leiria, em Portugal.

## História
Plantada à época de Leonor de Avis, Rainha de Portugal para proteger as nascentes de água termal que abastecem o Hospital Termal Rainha D. Leonor, foi reformada no século XIX.
Atualmente com 17 hectares, confina com o Parque D. Carlos I e caracteriza-se por sua biodiversidade e beleza. Das suas árvores frondosas, destacam-se o pinheiro manso, carvalhos, plátanos e acácias. Na sua forma actual, a mata tem um carácter marcadamente florestal, com funções dominantes de protecção da exploração dos aquíferos termais, exercício e lazer dos aquistas e acompanhantes e dos Caldenses e enquadramento ambiental do complexo termal.
Desde 2002 que foi proposta a classificação do conjunto termal das Caldas da Rainha como monumento nacional, mas apenas se encontra em vias de classificação, desde o Anúncio n.º 13439/2012, DR, 2.ª série, n.º 182, de 19-09-2012, com a integração da mata Rainha D. Leonor, decisão da responsabilidade dos serviços da Cultura do Estado.